# Школа № 1288
Государственное бюджетное общеобразовательное учреждение «Школа № 1288 имени Героя Советского Союза Надежды Викторовны Троян» (ГБОУ Школа № 1288) — государственное бюджетное общеобразовательное учреждение  Департамента образования и науки города Москвы, преобразованное 9 ноября 2012 года, путём слияния школ № 1244 и № 1288 в одну и состоящее из 5 школьных и 6 дошкольных корпусов.

## Структура
- Дошкольные:
  - Корпус в 3-м Хорошевском проезде, 2 (Бывший детский сад № 1500)
  - Корпус на Ходынском бульваре, 9с2 (Бывший детский сад № 2507)
  - Корпус на Хорошевском шоссе, 54 (Бывший детский сад № 1500)
  - Корпус на Хорошевском шоссе, 68А (Бывший детский сад № 504)
  - Корпус на Хорошевском шоссе, 82к10 (Бывший детский сад № 571)
  - Корпус на улице Куусинена, 3 (Бывший детский сад № 1059)
- Школьные:
  - Корпус на Хорошевском шоссе, 3 (Бывшая школа № 1244)
  - Корпус на Хорошевском шоссе, 21 (Бывшая школа № 643)
  - Корпус на Хорошевском шоссе, 64А (Бывшая школа № 148)
  - Корпус на улице Поликарпова, 3А (Бывшее главное здание школы № 1288)

## История

### Школа № 148
Основана в 1935 году при военном городке на Ходынском поле. Четырёхэтажное здание было построено по типовому проекту архитектора В. Н. Владимирова. Неподалёку от школы в небольшом деревянном здании находился её филиал. Там располагался ликбез, где взрослые могли обучаться грамоте. Помощь в воспитательной работе оказывал шефствовавший над школой завод им. Авиахима. Работники завода часто проводили беседы со школьниками. Во время Великой Отечественной войны школа была закрыта, и в её здании размещалась воинская часть. В 1941 году в школе формировалось народное ополчение. В мае 1942 года здесь был сформирован 72-й гвардейский миномётный полк, о чём свидетельствует мемориальная доска на здании школы. После войны более 30 лет школу возглавляла заслуженный учитель РСФСР Мария Васильевна Гидзинская. Существовала традиция — выпускники перед последним звонком сажали напротив здания школы кусты смородины, жасмина и шиповника. На школьном участке простирался вишнёвый сад. В 1959 году была построена теплица. Выращенные там овощи использовались для школьных завтраков, а цветы участвовали в ежегодных выставках. В 1977 году директором школы стала заслуженный учитель РФ Екатерина Александровна Елесина. К 40-летию Победы в школе открылся музей «Орден в твоем доме». В 1988 году на месте школьного вишнёвого сада по типовому проекту был построен новый учебный корпус, соединённый переходом со старым. Фруктовые деревья и теплица до настоящего времени не сохранились. Одна из числа первых в Москве, которая перешла на режим пятидневной учебной недели. В ней появились гимназические классы с особой программой и классы коррекционно-развивающего обучения. В качестве эксперимента углублённо изучались история, литература, физика и математика. В 1995-96 учебном году открылась экспериментальная площадка непрерывного художественного обучения. В 2013 году открылся этнографический музей «Русская горница». В том же году, школа заняла 203 место в рейтинге лучших школ Москвы, составленном департаментом образования по результатам образовательной деятельности. В 2014 году стала подразделением школы № 1288 как корпуса № 5 и № 6.

### Школа № 643
Построена в 1938-39 гг. перед самой Великой Отечественной войной, и с этого момента начинается её насыщенная история существования. До 1957 года школа существовала как мужская. В послевоенные годы в ней учились сыновья офицеров высшего состава. Во время войны, когда страна все силы полагала ради будущей победы, в здании школы располагался госпиталь, здесь лечили раненых. Например, в кабинете физики располагался рентген. Прошли годы кровавой и безжалостной войны с фашизмом, драгоценная победа вырвана ценой многих человеческих жизней. Страна начинает следующий период жизни — мирный. В 1946-47 гг. оставшиеся в Москве немецкие военнопленные строят в окрестности школы военный городок. Школа еще остается мужской. И только в 1957 году, когда во всей стране открываются смешанные школы, её двери открываются также и для девочек и она получает № 643. Следует упомянуть, что первый выпуск был в 1941 году, и практически все ученики, а вместе с ними и педагоги ушли на фронт. В советское время в школе действовала пионерская дружина имени героя Советского Союза Александра Чекалина. Следует отметить тот факт, что школа не меняла своего номера на протяжении всего периода своего существования, хотя и в разное время подчинялась разным административным органам. Также в школе за время её существования сменилось несколько директоров. Школа рассчитана на 450 школьников, однако в середине 90-х годов в ней училось более 700 учеников, занятия проходили в две смены. В 2003 году выпустили сборник «Учителя Москвы», в который вошли биографии учителей, в разное время работавших в школе: Рыбиной В. А., Малыгиной О. А., Мазановой В. П., Харит О. А., Тряковой Л. Р. и др. В школе существует добрая традиция — выйдя из стен школы, некоторые ученики возвращаются назад и работают в ней уже в качестве учителей. С 2009 и до 2013 года находилась на долгом капитальном ремонте, во время которого произошел пожар. 21 февраля 2011 года школа была расформирована, путём присоединения к школе № 1244. В 2013 году началась полномасштабная реконструкция старого ветхого здания школы, путём его сноса и строительства нового на прежнем месте. 1 сентября 2016 года школа вновь открыла свои двери, но уже как подразделение школы № 1288 (корпус № 11).

### Школа № 1244
Открыта 25 ноября 1955 года, как средняя общеобразовательная школа № 84. Здание школы является блочным и имеет 5 этажей. Построена по экспериментальному проекту Т-2 за 73 рабочих дня. С 1963 по 1989 год в школе существовала традиция трудовых лагерей. В 1968 году сменился номер школы на № 73 с изучением отдельных предметов на французском языке. С 1970-х годов учителя школы начинают сотрудничество с Академией Педагогических Наук СССР, после которого производится внедрение различных форм урочной и внеурочной деятельности. В 1997 году становится средней общеобразовательной школой с углубленным изучением французского языка № 1244. 9 ноября 2012 года, путём слияния была присоединена к школе № 1288, как корпус № 3, которое стало юридически главным зданием всего учреждения.

### Школа № 1288
Открыта в 1951 году, как женская школа № 157 (с 1952 года стало смешанное). Пятиэтажное кирпичное здание школы было построено по типовому проекту Л. А. Степановой и располагалось по адресу: 1-й Беговой проезд, дом 3 (ныне улица Поликарпова). С 1964 года это специальная школа № 39 с преподаванием ряда предметов на английском языке, а с 1996 года — средняя общеобразовательная школа № 1288 с углублённым изучением английского языка. В 2010 году в рамках года Франции в России в школе № 1288 началась реализация российско-французского культурно-образовательного проекта. В рамках этого проекта началось сотрудничество с колледжем и лицеем Сан-Луи города Шатолен. С 2011 года школа участвует в пилотном проекте Правительства Москвы по развитию общего образования. В октябре 2012 года школа заняла 158 место в рейтинге лучших школ Москвы, составленном Департаментом образования по результатам образовательной деятельности, в 2014 году школа оказалась на 77 месте данного рейтинга. 24 октября 2012 года, перед слиянием со школой № 1244, ей присвоили имя советской разведчицы, Героя Советского Союза Надежды Викторовны Троян. 9 ноября 2012 года, после слияния со школой № 1244, здание школы стало корпусом № 7, утратив статус главного.

### Объединение
9 ноября 2012 года школы № 1244 и № 1288 были объединены в одну, в результате чего образовалось ГБОУ СОШ с углубленным изучением иностранных языков № 1288 имени Героя Советского Союза Надежды Викторовны Троян. В бывшем здании школы № 1244 разместилось французское отделение, а в здании школы № 1288 разместилось английское отделение. В сентябре 2013 года все ученики с 8 по 11 класс, а также некоторые начальные классы объединились в корпусе бывшей школы № 1244, остальные остались в корпусе школы № 1288.

## Школа сегодня
Приоритетным направлением работы школы, исходя из её статуса школы с углубленным изучением иностранных языков, является профильное лингвистическое образование. В школе изучаются французский, английский, испанский и немецкий языки.  В школе организовано ученическое самоуправление. Ежегодно осуществляется международный обмен с французским лицеем Lycée Pilote Innovant International в городе Жоне-Клан. Также осуществляются лингвистические стажировки в международной школе Shane Global School в британском городе Гастингс.
ГБОУ Школа № 1288 регулярно получает Грант Мэра Москвы за достижение высоких образовательных результатов, занимая место в первой сотне рейтинга (ТОП-400), а также входит в рейтинг лучших школ России (ТОП-500).
Школа – активный участник городских проектов предпрофессионального образования «Медицинский класс в московской школе» (класс открыт в 2015 г.) и «Инженерный класс в московской школе» (класс открыт в 2017 г.), проекта «Школа Новых Технологий» (на протяжении 4-х лет имеет статус «Золотой участник ШНТ», входя в пятерку лидеров). С 2018 года углубленное математическое образование, начиная с 7 класса, реализуется в рамках проекта «Математическая вертикаль», Ресурсным центром, курирующим данное направление в школе, является факультет математики НИУ ВШЭ.
С 2018 года школа является участником проекта «Распределенный лицей НИУ ВШЭ». На уровне среднего общего образования осуществляется подготовка обучающихся по направления: Гуманитарные науки, Экономика и социальные науки, Юриспруденция. Обучение проводится в соответствии с учебными планами лицея НИУ ВШЭ. В рамках проекта обучающиеся принимают участие в объединенном лектории НИУ ВШЭ и  «Покровского квартала», межрегиональной олимпиаде школьников «Высшая проба», факультетских днях и Университетских субботах НИУ ВШЭ.

## Положение в рейтингах
После своего преобразования, школа многократно входила в первую сотню списка лучших школ Москвы, который был составлен Департаментом образования и науки города Москвы.
| Год   | 2014 | 2015 | 2016 | 2017 | 2018 | 2019 |
| ----- | ---- | ---- | ---- | ---- | ---- | ---- |
| Место | 77   | 67   | 93   | 79   | 92   | 79   |